# Kenner Products
A Kenner Products foi uma empresa de brinquedos fundada em 1947. É conhecida pela quantidade de brinquedos e linhas de produtos reconhecidas, como a linha original de action figures de Star Wars. A empresa foi fechada em 2000 pela sua holding, Hasbro.